# Mistrzostwa Europy w Lekkoatletyce 2012 – rzut młotem kobiet
Rzut młotem kobiet – jedna z konkurencji rozegranych podczas lekkoatletycznych mistrzostw Europy na Helsingin Olympiastadion w Helsinkach.
Niespodziewanie w eliminacjach odpadła obrończyni tytułu Niemka Betty Heidler.

## Terminarz
| Data       | Godzina |            |
| ---------- | ------- | ---------- |
| 29 czerwca | 11:35   | Eliminacje |
| 1 lipca    | 16:00   | Finał      |

## Przebieg zawodów

### Eliminacje
| Poz. | Grupa | Zawodnik            | Reprezentacja   | #1    | #2    | #3    | Rezultat | Uwagi |
| ---- | ----- | ------------------- | --------------- | ----- | ----- | ----- | -------- | ----- |
| 1    | B     | Anita Włodarczyk    | Polska          | 66.30 | 69.50 | 71.38 | 71.38    | Q     |
| 2    | A     | Zalina Marghieva    | Mołdawia        | 68.47 | 67.34 | 69.86 | 69.86    | q     |
| 3    | B     | Martina Hrašnová    | Słowacja        | 67.76 | 69.67 | x     | 69.67    | q     |
| 4    | B     | Kathrin Klaas       | Niemcy          | 66.12 | 68.95 | 68.56 | 68.95    | q     |
| 5    | A     | Berta Castells      | Hiszpania       | 68.11 | 67.26 | 68.52 | 68.52    | q, SB |
| 6    | B     | Anna Bułgakowa      | Rosja           | 68.44 | x     | –     | 68.44    | q     |
| 7    | A     | Stéphanie Falzon    | Francja         | x     | 68.42 | x     | 68.42    | q     |
| 8    | A     | Éva Orbán           | Węgry           | 67.72 | x     | 67.89 | 67.89    | q     |
| 9    | A     | Tuğçe Şahutoğlu     | Turcja          | x     | 66.24 | 67.47 | 67.47    | q     |
| 10   | B     | Bianca Perie        | Rumunia         | 67.14 | 63.98 | 67.46 | 67.46    | q     |
| 11   | B     | Sophie Hitchon      | Wielka Brytania | x     | 61.65 | 67.08 | 67.08    | q     |
| 12   | B     | Tereza Králová      | Czechy          | 66.89 | 66.09 | x     | 66.89    | q     |
| 13   | A     | Tracey Andersson    | Szwecja         | 63.40 | x     | 66.65 | 66.65    |       |
| 14   | A     | Katerina Safránková | Czechy          | 66.51 | 64.15 | x     | 66.51    |       |
| 15   | B     | Marina Marghieva    | Mołdawia        | 65.44 | x     | 65.11 | 65.44    |       |
| 16   | A     | Barbara Špiler      | Słowenia        | 63.71 | x     | 65.37 | 65.37    |       |
| 17   | A     | Betty Heidler       | Niemcy          | x     | x     | 65.06 | 65.06    |       |
| 18   | A     | Mona Holm Solberg   | Norwegia        | 60.37 | 64.03 | 62.84 | 64.03    |       |
| 19   | B     | Merja Korpela       | Finlandia       | 64.03 | 63.83 | 61.14 | 64.03    |       |
| 20   | A     | Vânia Silva         | Portugalia      | 61.53 | 62.81 | 61.04 | 62.81    |       |
| 21   | B     | Alina Kastrowa      | Białoruś        | 62.51 | x     | x     | 62.51    |       |
| 22   | A     | Sarah Holt          | Wielka Brytania | 61.06 | 59.12 | 61.18 | 61.18    |       |
|      | B     | Silvia Salis        | Włochy          | x     | x     | x     | NM       |       |
|      | B     | Laura Redondo       | Hiszpania       | x     | x     | x     | NM       |       |

### Finał
| Poz. | Athlete          | Nationality     | #1    | #2    | #3    | #4    | #5    | #6    | Result | Notes |
| ---- | ---------------- | --------------- | ----- | ----- | ----- | ----- | ----- | ----- | ------ | ----- |
|      | Anita Włodarczyk | Polska          | 74.02 | 73.17 | 73.29 | 74.29 | 73.93 | x     | 74.29  |       |
|      | Martina Hrašnová | Słowacja        | 70.57 | 73.34 | x     | 68.38 | x     | x     | 73.34  | SB    |
|      | Anna Bułgakowa   | Rosja           | 70.84 | x     | 71.47 | 70.80 | 67.70 | x     | 71.47  |       |
| 4    | Kathrin Klaas    | Niemcy          | 66.53 | 70.44 | 67.03 | 66.82 | 70.34 | 69.75 | 70.44  |       |
| 5    | Tuğçe Şahutoğlu  | Turcja          | 68.12 | 70.21 | 68.23 | 67.63 | x     | 66.05 | 70.21  |       |
| 6    | Stéphanie Falzon | Francja         | 63.05 | 67.80 | 68.03 | 66.59 | 67.02 | x     | 68.03  |       |
| 7    | Éva Orbán        | Węgry           | 66.81 | x     | 67.92 | x     | x     | 66.83 | 67.92  |       |
| 8    | Zalina Marghieva | Mołdawia        | 67.92 | x     | x     | x     | x     | 65.53 | 67.92  |       |
| 9    | Berta Castells   | Hiszpania       | 66.03 | 67.42 | x     |       |       |       | 67.42  |       |
| 10   | Bianca Perie     | Rumunia         | 66.92 | x     | 67.24 |       |       |       | 67.24  |       |
| 11   | Sophie Hitchon   | Wielka Brytania | 66.73 | 67.17 | x     |       |       |       | 67.17  |       |
| 12   | Tereza Králová   | Czechy          | x     | 65.29 | 65.87 |       |       |       | 65.87  |       |